# Valdecabrillas
Valdecabrillas es un despoblado perteneciente al municipio español de Fuentenava de Jábaga, en la provincia de Cuenca. 

## Historia
Hacia 1849 la aldea, por entonces con ayuntamiento propio, tenía contabilizada una población de 64 habitantes. Aparece descrita en el decimoquinto volumen del Diccionario geográfico-estadístico-histórico de España y sus posesiones de Ultramar de Pascual Madoz de la siguiente manera:

VALDECABRILLAS: ald. con ayunt. en la prov., dióc. y part. jud. de Cuenca (5 leg.), aud. terr. de Albacete (31) y c. g. de Castilla la Nueva (Madrid 30). sit. en la estremidad de un cerro y en un vallejo en la vega; su clima es frio, bien ventilado y poco propenso á enfermedades. Consta de 12 casas de malísima construccion; fuera de la pobl. hay una fuente de que se surten los vec.; la igl. parr., bajo la advocacion de San Lorenzo, es aneja de la de Villar del Maestre. El térm. confina por N. con Navalon; E. Fuenteruz; S. Valmelero, y O. Villar del Maestre. Su terreno es de mala calidad, y en su mayor parte peñascales, á escepcion de la vega, la cual riega un pequeño arroyo que suele secarse en verano; al ES. hay un poco de monte poblado de roble. Los caminos son locales y en mal estado. prod.: trigo, cebada, centeno, algunas legumbres y hortalizas y poca miel; se cria ganado lanar, y caza de liebres, perdices y conejos. ind.: la agrícola. comercio: la venta del escaso sobrante de sus prod. pobl.: 16 vec., 64 alm. cap. prod.: 199,120 rs. imp.: 9,956. El presupuesto municipal no tiene cuota fija.
(Madoz, 1849, p. 268)